# Rupia de África del Este
La rupia fue la moneda de las colonias y protectorados de África Oriental entre 1906 y 1920. Se dividía en 100 centavos.

## Historia
La rupia de África del Este sustituyó a la rupia india, que se había distribuido con anterioridad. En 1920, la rupia se revaluó respecto a la libra esterlina a una paridad de 1 rupia = dos chelines (1 florín). Ese mismo año en África del Este, el florín reemplazó a la rupia a la par.

## Monedas
Las monedas de plata fueron introducidas durante 1906 en valores de 25 y 50 centavos. En 1907 se agregó la moneda de 1 centavo en aluminio y la de 10 centavos en cuproníquel, en 1908 se agregaron las monedas de ½ centavo en aluminio y en 1913 se completó la serie con la introducción de la moneda de 5 centavos en cuproníquel. El aluminio dejó de usarse para la acuñación de monedas de ½ y 1 centavo y fue reemplazado por el cuproníquel en 1909.
Cabe destacar que la rupia de África del Este tiene la particularidad de ser la primera unidad monetaria en acuñar monedas en aluminio.

## Billetes
En 1906, la serie de papel moneda (fechados en 1905) fue presentada por el gobierno del Protectorado de África Oriental en denominaciones de 5, 10, 20, 40, 100 y 500 rupias. En 1920, la Junta Monetaria de África Oriental emitió billetes de 1 rupia, poco antes de la rupia sea sustituida definitivamente en el año 1920.